# Megophrys
Megophrys is een geslacht van kikkers uit de familie Megophryidae. De groep werd voor het eerst wetenschappelijk beschreven door Heinrich Kuhl en Johan Coenraad van Hasselt in 1822. Later werd de wetenschappelijke naam Mogophrys gebruikt.
Er zijn tegenwoordig drie soorten, veel oorspronkelijke Megophrys- soorten worden tegenwoordig tot andere geslachten gerekend, zoals Xenophrys, Brachytarsophrys en Panophrys . Alle soorten komen voor in delen van zuidelijk Azië.

## Soorten
Geslacht Megophrys
- Soort Megophrys lancip
- Soort Megophrys montana
- Soort Megophrys parallela

Atympanophrys · 
Brachytarsophrys · 
Megophrys · 
Ophryophryne · 
Panophrys · 
Pelobatrachus · 
Xenophrys · 

Incertae sedis

"Megophrys" dringi · 
"Megophrys" feii